# 五角錐反角柱
在幾何學中，五角錐反角柱是指底面為五邊形的角錐反角柱。若底面為正五邊形則稱為正五角錐反角柱。

## 正五角錐反角柱
考慮一個正五角錐反角柱，若每個面皆為正多邊形，則為92種詹森多面體（J11）中的其中一個。顧名思義，它可由詹森多面體中的正五角錐與正五角反角柱於相等大小的五邊形面接合成；同時它也是正多面體中正二十面體除去一正五角錐所得的立體。這92種詹森多面體最早在1966年由諾曼·詹森命名並給予描述。